# Tom Dooley (sång)
Tom Dooley är en folksång från North Carolina baserad på mordet på en kvinna vid namn Laura Foster i Wilkes County, North Carolina, enligt uppgift av Tom Dula. Låten är mest känd idag på grund av en hitversion som spelades in 1958 av The Kingston Trio. Denna version nådde första plats på både Billboard och Billboard R&B-listan, och dök även upp i tidningen Cashboxs Country Music Top 20. 
Sången utsågs till en av Songs of the Century i Amerika av Recording Industry Association of America (RIAA), National Endowment for the Arts och Scholastic Inc. Medlemmar av Western Writers of America utsåg den till en av de 100 bästa västerländska låtarna genom tiderna.
"Tom Dooley" kan sorteras i den bredare genren av appalachiska "älsklingsmordballader". En poet vid namn Thomas Land skrev en låt om tragedin, med titeln "Tom Dooley" (vilket var hur Dulas namn uttalades), strax efter att Dula hängdes. I dokumentären Appalachian Journey (1991) beskriver folkloristen Alan Lomax Frank Proffitt som den "ursprungliga källan" för låten, vilket var vilseledande endast genom att han inte skrev den. Det finns flera tidigare kända inspelningar, särskilt en som Grayson och Whitter gjorde 1929, ungefär 10 år innan Proffitt gjorde sin egen inspelning. 
The Kingston Trio tog sin version från Frank Warners sång. Warner hade lärt sig låten från Proffitt, som lärde den av sin moster Nancy Prather, vars föräldrar hade känt både Laura Foster och Tom Dula. I en intervju från 1967 berättar Nick Reynolds från The Kingston Trio att han först hörde låten från en annan artist och sedan kritiserades och stämdes för att ha tillskrivit sig låten. 
Med stöd av Anne och Frank Warners vittnesmål erkändes Frank Proffitt så småningom av domstolarna som skapare av den ursprungliga versionen av låten, och Kingston Trio beordrades att betala royalties till honom för deras okrediterade användning av den. 

## Inspelningar
Flera noterbara inspelningar har gjorts:
- 1929 gjorde GB Grayson och Henry Whitter den första inspelade versionen av Lands låt av en grupp som var välkänd vid den tiden. Inspelningen gjordes för skivbolaget Victor.
- Frank Warner, Elektra, 1952. Warner, en folklorist, medveten om inspelningen 1929, tog låten från Frank Proffitt och gav den till Alan Lomax som publicerade den i Folk Song: USA.
- Den 30 mars 1953 sände CBS:s radioserie Suspense en halvtimmes "Tom Dooley"-drama, som var löst baserat på låten. Låten sjöngs under programmet av skådespelaren Harry Dean Stanton. Även om de inte utfärdades som en kommersiell inspelning, digitaliserades transkriptionsskivor från sändningen så småningom av gamla samlare.[6]
- The Kingston Trio spelade in den mest populära versionen av låten 1958 på Capitol. Denna inspelning såldes i över sex miljoner exemplar och toppade USA:s Billboard Hot 100-lista och krediteras ofta med att starta "folkmusikboomen" i slutet av 1950- och 1960-talet. Den hade bara tre verser (och refrängen fyra gånger). Denna inspelning av låten har införts i National Recording Registry av Library of Congress och har hedrats med en Grammy Hall of Fame Award. Grammy Foundation utsåg det till en av Songs of the Century.
- Lonnie Donegan gjorde en cover på The Kingston Trios version av Lands låt i Storbritannien senare under 1958. Denna version gick upp på listorna i Storbritannien samtidigt som Kingston Trios version. Dess upptempo och skifflestil var en kontrast till den amerikanska versionens långsammare arrangemang.
- Bing Crosby inkluderade låten i ett medley på hans album On the Sentimental Side (1962).
- Neil Young och Crazy Horse spelade in en åtta minuters version på 2012-albumet Americana (2012), där de använde den rätta stavningen "Tom Dula" och uttalade den på ett sådant sätt att den gjorde ett politiskt uttalande mot tidigare Republikanska husets majoritetsledare Tom DeLay.
- 1973 sjöng den tyska schlagersångaren Heino en tysk version av låten med titeln "Tom Dooley" och tillskrev låten till Dave Guard, en av grundarna av The Kingston Trio. Det var den tredje låten på hans album "Seine großen Erfolge 4".
- Grateful Dead släppte en akustisk inspelning från 1978 av Tom Dooley på deras album Reckoning från 1981.
- Låtens kör sjöngs av lägerledare i skräckfilmen Fredagen den 13:e från 1980, då en återblick till 1958 visas.